# Vatche Zadourian
Vatche Zadourian (* 23. März 1974 in Brummana) ist ein ehemaliger libanesischer Radrennfahrer und heutiger Präsident des libanesischen Radsportverbandes (2014).
1992 startete Vatche Zadourian im Straßenrennen der Olympischen Spiele in Barcelona, konnte das Rennen jedoch nicht beenden. Später trainierte er die Frauen-Straßennationalmannschaft.
Seit 2004 ist Zadourian Präsident der „Lebanese Cycling Federation“ sowie Mitglied des Nationalen Olympischen Komitees des Libanon. Zadourian ist armenischer Abstammung; Armenier spielen traditionell eine große Rolle im Radsport und Sport im Allgemeinen im Libanon.